# Cioceni
Cioceni – wieś w Rumunii, w okręgu Prahova, w gminie Albești-Paleologu. W 2011 roku liczyła 861 mieszkańców.